# José Rafael Molina Ureña
José Rafael Molina Ureña (31 de janeiro de 1921- 22 de maio de 2000) foi um advogado e político dominicano.
Foi presidente da Assembleia Constituinte em 1963, presidente da Câmara dos Deputados, e presidente Constitucional da República (por alguns dias: de 25 de abril até 27 de abril de 1965), como resultado da guerra civil que ocorreu naquele ano; sendo substituído pelo Congresso, que nomeou o coronel Francisco Alberto Caamaño.
Ele foi também embaixador em Paris entre 1968-1971. 